# Юркі (Олецький повіт)
Юркі (пол. Jurki, нім. Jurken, 1938-45 Jürgen) — село в Польщі, у гміні Свентайно Олецького повіту Вармінсько-Мазурського воєводства.
Населення — 24 особи (2011).
У 1975-1998 роках село належало до Сувальського воєводства.

## Демографія
Демографічна структура станом на 31 березня 2011 року:
|          | Загалом | Допрацездатний вік | Працездатний вік | Постпрацездатний вік |
| -------- | ------- | ------------------ | ---------------- | -------------------- |
| Чоловіки | 15      | 5                  | 10               | 0                    |
| Жінки    | 9       | 2                  | 3                | 4                    |
| Разом    | 24      | 7                  | 13               | 4                    |